# Csernai László Pál
Csernai László Pál (Újpest, 1949. szeptember 14. –) magyar-norvég fizikus, a Magyar Tudományos Akadémia külső tagja.

## Életpályája
1973-ban szerzett fizikából diplomát az Eötvös Loránd Tudományegyetemen. 1976-ban doktorált ugyanitt fizikából, majd 1982-ben kandidátus, végül 1988-ban a tudományok doktora lett. Az 1970-es évek közepétől vendégkutatóként Drezdában, majd Frankfurt am Mainban dolgozott. 1984-ben az Amerikai Egyesült Államokba, Minneapolisba, utána a Michigan állambeli East Lansingbe hívták vendégprofesszornak, és 1988-ig ott dolgozott. 1987-ben kinevezték a norvég Bergeni Egyetem professzorává, és azóta is ott tanít. 
Kutatási területe az elméleti magfizika.